# Флаг городского поселения Томилино
Флаг муниципального образования городское поселение Томи́лино Люберецкого муниципального района Московской области Российской Федерации — опознавательно-правовой знак, служащий официальным символом муниципального образования.
Ныне действующий флаг утверждён 20 апреля 2012 года решением Совета депутатов городского поселения Томилино № 5/2 и 2 июля 2012 года внесён в Государственный геральдический регистр Российской Федерации с присвоением регистрационного номера 7762.
Флаг разработан на основе герба городского поселения Томилино и отражает исторические, культурные, социально-экономические, национальные и иные местные традиции.

## Описание
«Прямоугольное двухстороннее полотнище с отношением ширины к длине 2:3, разделённое по горизонтали фигурным стропилом жёлтого цвета, выходящим из середины вертикальных краёв, на голубую (меньшую) и зелёную части. В голубой части полотнища — два белых вогнутых ромба с жёлтым вписанным четырёхлопастным пропеллером в каждом. В зелёной части полотнища — жёлтая голова петуха с красными гребнем, глазами и бородкой, держащая в клюве белый вогнутый ромб».

## Обоснование символики
Флаг городского поселения языком геральдических символов гармонично отражает историю зарождения административного центра городского поселения — посёлка Томилино, — природные особенности его расположения, а также основной профиль деятельности местного населения.
Жёлтое стропило с орнаментом указывает на то, что основание посёлка связано со строительством деревянных дач, для которых резные стропила были характерным украшением фасадов.
Белые ромбы-звёзды, пропеллеры и голубой цвет символизируют основную сферу деятельности местных предприятий, связанных с авиацией и космонавтикой.
Петух с ромбом-алмазом в клюве показывает другие производства, действующие в посёлке: первую в стране промышленную птицефабрику и Завод алмазного инструмента.
Голубой цвет (лазурь) — символ возвышенных устремлений, искренности, преданности, возрождения.
Зелёное поле отражает расположение поселения в зелёном поясе, окружающем Москву. Зелёный цвет символизирует весну, здоровье, природу, молодость и надежду.
Жёлтый цвет (золото) — символ высшей ценности, величия, богатства, урожая.
Белый цвет (серебро) — символ чистоты, открытости, божественной мудрости, примирения.
Красный цвет — символ труда, мужества, жизнеутверждающей силы, красоты и праздника.

## История
30 декабря 2005 года, постановлением главы муниципального образования посёлок Томилино № 387 «О гимне и флаге посёлка Томилино», были утверждены положение и описание символики флага посёлка Томилино.
В приложении № 3 «Положение о флаге посёлка Томилино», оговорено, что текст описания и обоснования символики флага посёлка Томилино утверждается постановлением Главы посёлка Томилино по представлению конкурсной комиссии после проведения конкурса на флаг посёлка Томилино.
В приложении № 4 «Описание символики флага муниципального образования посёлок Томилино» (к в вышеуказанному постановлению) приводится следующее описание:
Флаг посёлка представляет прямоугольное полотнище с отношением ширины к длине 2:3 несущее изображение в цветной гамме герба муниципального образования.
Флаг разработан на основании герба, который языком символов и аллегорий отражает исторические, культурные и экономические особенности муниципального образования.
В голубом (лазоревом) поле — золотое заполненное зеленью стропило, внизу — усечённо-зубчатое, с зелёным ромбом, обрамляющим каждый зубец; из вершины стропила вниз выходит золотой гонт, соединённый на конце с таким же шестиугольником, обрамлённым зелёным ромбом. Вверху стропило сопровождено двумя серебряными вогнутыми ромбами, каждый из которых обрамлён двумя двухлопастными золотыми пропеллерами в крест. Внизу в зелёном поле стропило сопровождено золотой головой петуха с красными (червлёными) гребнем и бородкой, в раскрытом клюве — серебряный ромб.
Золотое стропило с орнаментом показывает, что основание посёлка связано со строительством деревянных дач, для которых разные стропила были характерным украшением фасадов.
Серебрёные ромбы-звёзды, пропеллеры и голубой цвет символизируют основную сферу деятельности местных предприятий, связанных с авиацией и космонавтикой.
Петух с ромбом-алмазом указывает на другие производства, действующие в посёлке: первую в стране промышленную птицефабрику и завод алмазных инструментов.
Зелёное поле отражает окрестности посёлка.